# ILC戦略会議
ILC戦略会議（アイエルシーせんりゃくかいぎ）は、リニアコライダーの推進について高エネルギー物理研究コミュニティ全体で議論していくための研究者による組織。高エネルギー物理学研究者会議（JAHEP）を母体として2012年5月発足。
2013年1月に8名の委員からなる立地評価会議設置。同年8月23日に、国内候補地を北上山地に絞ったことを記者会見で発表した。会見には山本均、川越清以、山下了らが出席。Ustreamでも生中継された。
なお、文部科学省はILCに関して日本学術会議に諮問しており、日本学術会議は時期尚早で計画を精査すべきだとコメントしている。

## メンバー
委員（五十音順）
- 相原博昭 - 東京大学
- 後田裕 - 高エネルギー加速器研究機構(KEK)
- 生出勝宣 - 高エネルギー加速器研究機構(KEK)
- 川越清以 - 九州大学
- 栗木雅夫 - 広島大学
- 駒宮幸男 - 東京大学/JAHEP高エネルギー委員
- 佐伯学行 - 高エネルギー加速器研究機構(KEK)
- 中家剛 - 京都大学
- 村山斉 - 東京大学/カブリ数物連携宇宙研究機構(IPMU)/カリフォルニア大学バークレー校
- 森俊則 - 東京大学/JAHEP将来計画委員長
- 山下了（議長） - 東京大学
- 山本明 - 高エネルギー加速器研究機構(KEK)・LC推進室長
- 山本均 - 東北大学
- 山本康史 - 高エネルギー加速器研究機構(KEK)
- 吉田光宏 - 高エネルギー加速器研究機構(KEK)

Ex-Officio（役職指定）
- 鈴木厚人 - 高エネルギー加速器研究機構 機構長
- 岡田安弘 - 高エネルギー加速器研究機構 理事
- 山内正則 - 高エネルギー加速器研究機構  素粒子原子核研究所所長

## 立地評価会議
メンバー
- 川越清以 - 共同議長
- 杉山晃
- 鈴木厚人
- 高橋徹
- 成田晋也
- 宮原正信
- 山下了
- 山本均 - 共同議長